# Görög terv

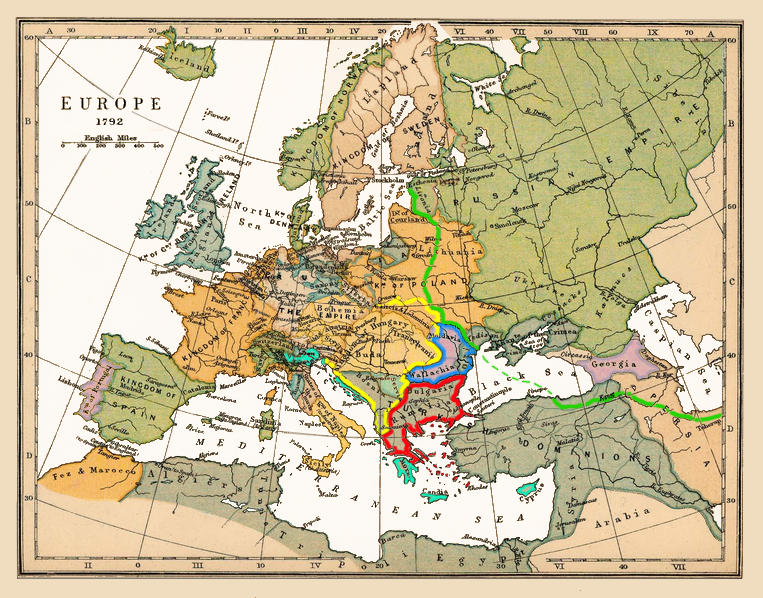
Nagy Katalin görög terve: piros vonallal a "Neobizánci Birodalom" terve unokája, Konstantin számára, kékkel a "Dácia királyság" Grigorij Potyomkin (később Románia néven valósult meg) sárgával a Habsburg Birodalom kárpótlása új határokkal, kék-zölddel pedig Velencéé.

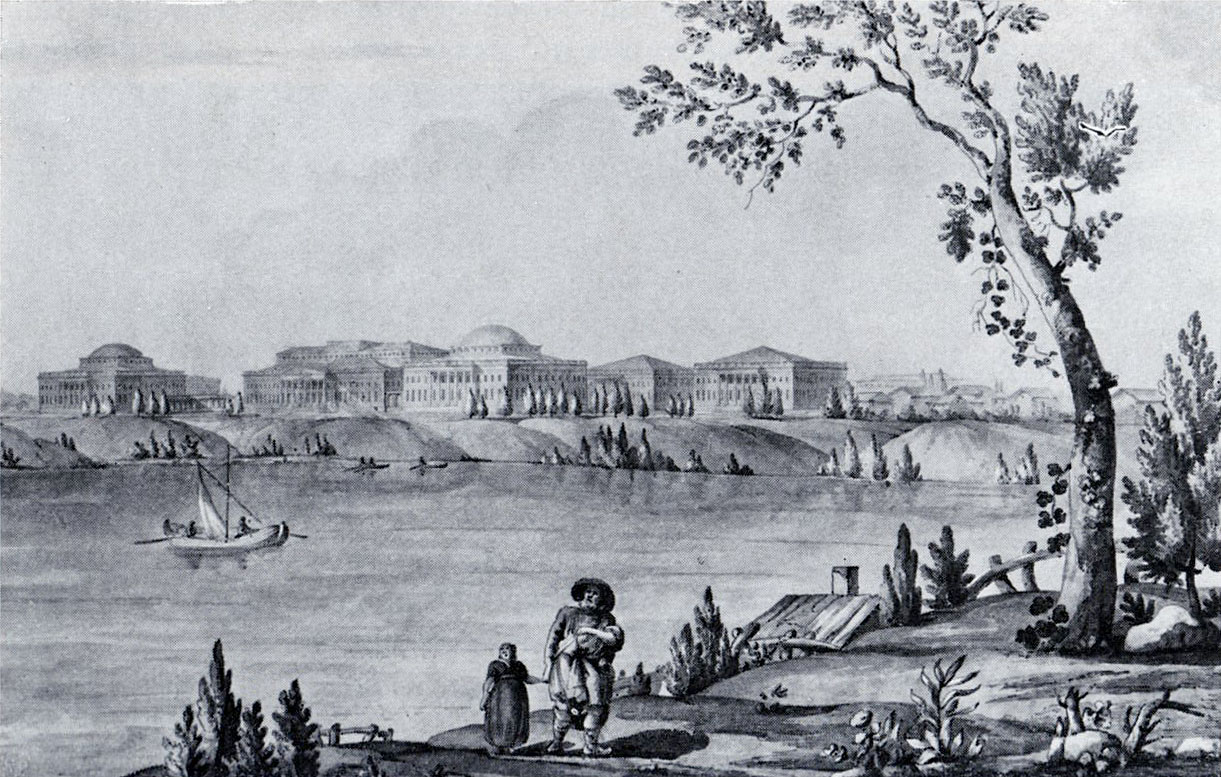
A Néva folyó partján álló kolosszális Pella-palota Nagy Sándor szülőházáról kapta a nevét Katalintól.

A görög terv vagy görög projekt (oroszul: Греческий проект) a keleti kérdés korai lehetséges megoldása volt, amelyet Nagy Katalin terjesztett elő az 1780-as évek elején. Előirányozta az Oszmán Birodalom felosztását az Orosz Birodalom, Velence és a Habsburg Birodalom között, majd a Konstantinápoly központú Keletrómai Birodalom helyreállítását.

## Megvalósulása
Elődeihez hasonlóan II. (Nagy) Katalin is az oszmán uralom alatt álló ortodox keresztényekkel foglalkozott; titokban pénzelte az Orlov-lázadást Moreában (Peloponnészosz) az 1768–1774-es orosz–török háború alatt, és számos görögöt, például Ioannis Varvakist hívott meg, hogy telepedjenek le Oroszországban, főleg a Krím-félszigeten és az Új-Oroszországban (ma Dél-Ukrajna). Úgy gondolta, hogy egyik unokája, akit Konstantinnak hívtak, lesz a helyreállított Bizánc első császára. Egy másik fontos szempont az volt, hogy Oroszországnak szabad hozzáférést biztosítson a Földközi-tengerhez a Boszporuszon keresztül, amelyet az oszmánok ellenőriztek.
Ahhoz, hogy ez a terv sikeres legyen, az európai nagyhatalmaknak bele kellett ebbe egyezni, a dunai hatalmaknak pedig együttműködniük. 1780 májusában Katalin titkos találkozót szervezett meg II. József, a német-római császárral Mogiljovban. Katalin és József 1781. szeptemberi levélsorozatában megvitatta az Oszmán Birodalom felosztására és a Bizánci Birodalom helyreállítására vonatkozó terveit. Az osztrák-orosz szövetséget 1781 májusában hozták nyilvánosságra.
A görög tervet Potyomkin herceg tervezte, aki görög neveket adott az újonnan alapított újoroszországi városoknak (például Odessza és Herszon). A bizánci szimbolikát kiemelték az olyan új templomokban, mint a herszoni katedrális. Az orosz és az osztrák uralkodók újabb találkozójára került sor Katalin 1787-es krími utazásának részeként. Még abban az évben mindkét ország hadat üzent az Oszmán Birodalomnak. József 1790-ben bekövetkezett halála, majd a Jasi-szerződés és a szisztovói békeszerződés, amelyekben Ausztria keveset nyert, gyakorlatilag véget vetett a megállapodásnak. Az osztrák és az európai érdekek is nyugat felé mozdultak el az 1789-es francia forradalom kezdetével, amely az európai ügyeket és szövetségeket egészen Napóleon 1815-ös bukásáig nagyobb mértékben foglalkoztatta. Az új Európa-koncepció ezután sokkal inkább a nemzetek területi integritásának megőrzésére irányult.

## Fordítás
Ez a szócikk részben vagy egészben  a   Greek Plan című angol Wikipédia-szócikk ezen változatának fordításán alapul.  Az eredeti cikk szerkesztőit annak laptörténete sorolja fel. Ez a jelzés csupán a megfogalmazás eredetét és a szerzői jogokat jelzi, nem szolgál a cikkben szereplő információk forrásmegjelöléseként.

### Angol nyelven
- Catherine's Russia: Catherine the Great's "Greek Project"
- Foundation of the Hellenic World: The Greek plan of Catherine II

### Magyarul
- Dinnyés Patrik: NAGYHATALMI AMBÍCIÓK II. JÓZSEF ÉS II. KATALIN SZEMÉLYES BESZÉLGETÉSEIBEN (1780)
- [М. А. Петрова: Екатерина II. и Иосиф II. Формирование российско–австрийского союза1780-1790 Mосква, Наука. 2011. 421 pp.] II. Katalin és II. József. Az orosz–osztrák szövetség formálódása 1780–1790. (Dinnyés Patrik fordítása)

### Németül
- Edgar Hösch: Das sogenannte „griechische Projekt“ Katharinas II. Ideologie und Wirklichkeit der russischen Orientpolitik in der zweiten Hälfte des 18. Jahrhunderts. In: Jahrbücher für Geschichte Osteuropas, Neue Folge 12, 1964, S. 168–206.
- Josef Matuz: Das Osmanische Reich. Grundlinien seiner Geschichte. Darmstadt, 1994